# André Delvaux
Barone André Delvaux, nome alla nascita  André Albert Auguste Delvaux (Oud-Heverlee, 21 marzo 1926 – Valencia, 4 ottobre 2002), è stato un regista belga.

## Il regista
Cineasta belga; la sua produzione è ricondotta alla declinazione del Realismo Magico.
André Albert Auguste, barone (dal 1966) Delvaux, studiò filologia tedesca e diritto all'Università libera di Bruxelles, nella quale cineteca cominciò ad accompagnare al piano le proiezioni dei film muti. Divenuto professore, insegna a Schaerbeek dove fonda una classe di cinema. Comincia a realizzare alcuni cortometraggi documentari, tra cui uno su  Federico Fellini e su Jean Rouch.
Nel 1962 debutta nel lungometraggio fiction con il suo primo film  Le Temps des écoliers. I suoi film sono in gran parte adattamenti letterari e di ambientazione specificamente belga. Delvaux gira indifferentemente in francese o in fiammingo. I suoi film denotano uno stile non classificabile e ambizioso, segnato dall'onirico e dal mistero. La frontiera tra reale e immaginario è spesso cancellata. Sono ricorrenti i temi della morte e del desiderio, con un'atmosfera di inquietante estraneità che nasce dalla storia e dai paesaggi.
Il suo stile, che si richiama anche al surrealismo, genera talvolta l'equivoco di apparentarlo con il pittore Paul Delvaux di cui, però, non era parente.
Era membro della Massoneria.

## Premi
- Nel 1971, Delvaux vince il Premio Louis-Delluc con Rendez-vous à Bray.
- Nel 1979 e nel 1988, Delvaux vince il premio André Cavens da parte della Union de la Critique de Cinéma.
- Nel 2011, riceve postumo il Premio Magritte onorario.

## Filmografia
- Forges (1953)
- Nous étions treize - documentario (1955)
- Cinéma, bonjour! - documentario (1958)
- Two summer days
- La Planète fauve. co-regia di Jean Brismée - cortometraggio tv (1959)
- Yves boit du lait - documentario (1960)
- Fellini - serie televisiva (1960)
- Jean Rouch - serie televisiva (1962)
- Haagschool (o Le Temps des écoliers) - cortometraggio (1962)
- Cinéma polonais
- L'uomo dai capelli a zero (De Man die zijn haar kort liet knippen - L'homme au crâne rasé) (1966)
- Derrière l'écran (Achter het scherm)
- Una sera, un treno (Un soir un train) (1968)
- Interprètes
- Rendez-vous à Bray (1971)
- Belle (1973)
- Met Dieric Bouts - documentario (1975)
- Donna tra cane e lupo  (Een vrouw tussen hond en wolf - Femme entre chien et loup) (1979)
- To Woody Allen, from Europe with love - documentario (1980)
- Benvenuta (1984)
- L'opera al nero (L'Oeuvre au noir) (1988)
- 1001 films - documentario, cortometraggio (1989)